# Robert Sweet (botànic)

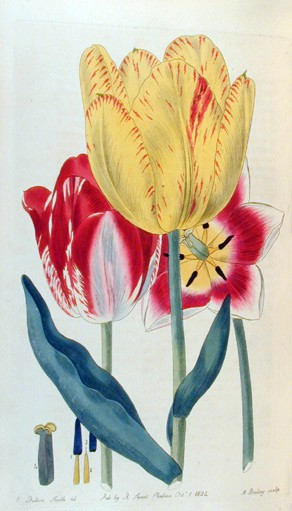
Tulipes per Edwin Dalton Smith de la "The British Flower Garden" per Robert Sweet

Robert Sweet (1783–20 gener de 1835) va ser un botànic i ornitòleg anglès.
Nascut a Cockington prop de Torquay, Devonshire, Anglaterra l'any 1783, Sweet treballà com jardiner des dels 16 anys i va ser soci d'una sèrie de vivers a Stockwell, Fulham id Chelsea. El 1812 s'uní a Colvills, un viver famós de Chelsea i va ser escollit fellow de la Linnean Society. Cap a 1818 va publicar llibres d'horticultura i botànica.
Va publicar un gran nombre de llibres bellament il·lustrats sobre les plantes cultivades als jardins i hivernacles anglesos. Les planxes van ser fetes principalment per Edwin Dalton Smith (1800–1883), associat al Royal Botanic Gardens, Kew. Les seves obres inclouen Hortus Suburbanus Londinensis (1818), Geraniaceae (cinc volums) (1820–30), Cistineae, Sweet's Hortus Britannicus (1826–27), Flora Australasica (1827–28) i British Botany (amb H. Weddell) (1831). Morí a Chelsea, Londres el gener de 1835.

## Publicacions
- Sweet, Robert. The British Flower Garden : coloured figures & descriptions of the most ornamental & curious hardy herbaceous plants.  Londres: W. Simpkin and R. Marshall, 1823–1829.
- Sweet, Robert. Cistineae : the natural order of Cistus or Rock-rose.  Londres: James Ridgeway, 1825–1830.
- British Warblers

Sweet va donar nom a un gran nombre de plantes, incloent:
- Abutilon auritum (Link) Sweet
- Abutilon grandifolium (Willd.) Sweet
- Abutilon indicum (Link) Sweet – Indian Lantern Flower
- Agonis flexuosa (Willd.) Sweet – Peppermint
- Argemone ochroleuca Sweet – Mexican Poppy
- Babiana angustifolia Sweet
- Banksia dryandroides Sweet – Dryandra-leaved Banksia
- Callistemon glaucus (Bonpl.) Sweet
- Coreopsis grandiflora Sweet – American Tickseed
- Cyanotis axillaris (L.) Sweet
- Dillwynia pungens (Sweet) Benth.
- Hakea ferruginea Sweet
- Hovea chorizemifolia (Sweet) DC. – Holly-leaved Hovea
- Ipomoea cairica (L.) Sweet – Coast Morning Glory
- Lablab purpureus (L.) Sweet – Lablab Bean
- Lachenalia mutabilis Sweet
- Moraea flaccida Sweet – One-leaf Cape Tulip
- Orthrosanthus multiflorus Sweet – Morning Iris
- Penaeaceae Sweet ex Guillemin
- Senna barclayana (Sweet) Randell
- Sphenotoma gracile (R.Br.) Sweet – Swamp Paper-heath
- Wahlenbergia stricta (R.Br.) Sweet – Austral Bluebell